# ZSL-92装甲输送车
ZSL-92装甲输送车（研制工程代号“WZ551”）也称为“92式裝甲運兵車”，是中华人民共和国研制的一款6×6輪型装甲输送车，1990年代中期开始列装中国人民解放军陆军机械化部队。ZSL-92装甲输送车参加了1999年中华人民共和国国庆50周年阅兵式。

## 历史
WZ551轮式装甲车研制最初始于1980年。以1982年对引进德国奔驰2026重型越野汽车的仿制为基础研制，1983年11月，试制出最初的WZ551样车，但出现不少技术难题。当时同步研制的WZ523轮式装甲车，由四川建筑机械厂以国内EQ245型越野汽车6×6底盘为基础，1983年9月试制出初样车，WZ523技术虽不先进但系统成熟进展顺利，进行小批量生产并于1984年参加了国庆35周年阅兵式。WZ551方案经修改用引进德国道依茨风冷发动机来替换水冷发动机，这个改动导致进度迟滞。1984年军方提出WZ551不再列入“七五计划”而由兵器工业部列入重点产品科研项目自筹经费继续研制，当时准备外贸出口。1986年3月试制出样车进行试验，同年军方确认WZ551作为制式装甲车辆。1988年设计定型，1989年小批量生产装备部队。1990年装甲兵军工产品定型委员会批准定型，命名为“ZSL-90式轮式装甲输送车”。ZSL-90装甲车的发动机高原适应性不足，未大批量生产。
WZ551的改进于1987年开始，研制代号WZ551A，为提升高原适应性换装增压发动机，1991年研制出改进型样车。1994年批准定型，命名为“ZSL-92轮式装甲输送车”。1995年开始量产。

## 设计
ZSL-92装甲输送车采用驾驶舱前置，发动机和传动系统中置，战斗室和乘员舱后置的总体布局方案，底盘采用等轴距 6×6驱动方式，车体为装甲钢制全封闭式浮壳结构，乘/载员通过后门和侧门进出，车体尾部有2个导管螺旋桨推进装置，可提高水上行动能力。车长和驾驶员各有3具潜望镜，其中驾驶员中间潜望镜可换成红外/微光夜视仪，用于夜间驾驶。
最初WZ551安装有ZPT-90式25毫米口径机炮的单人炮塔（武器顶置），ZSL-92A標準武器为一门88式12.7毫米口径高射机枪，还可依用途不同換裝各種多樣化武器，例如武警版還加裝非致命武器數門、步兵戰鬥車版可以加裝不同口徑機砲和导弹。
WZ551动力装置使用F8L413F型发动机，WZ551A换装了BF8L413F型增压发动机（该发动机由中国北方工业公司于1980年代初引进德国克罗克纳·霍姆伯特·道依茨公司(KHD公司)技术，并由所属工厂自行生产），增装轮胎中央充放气系统。

## 衍生車型

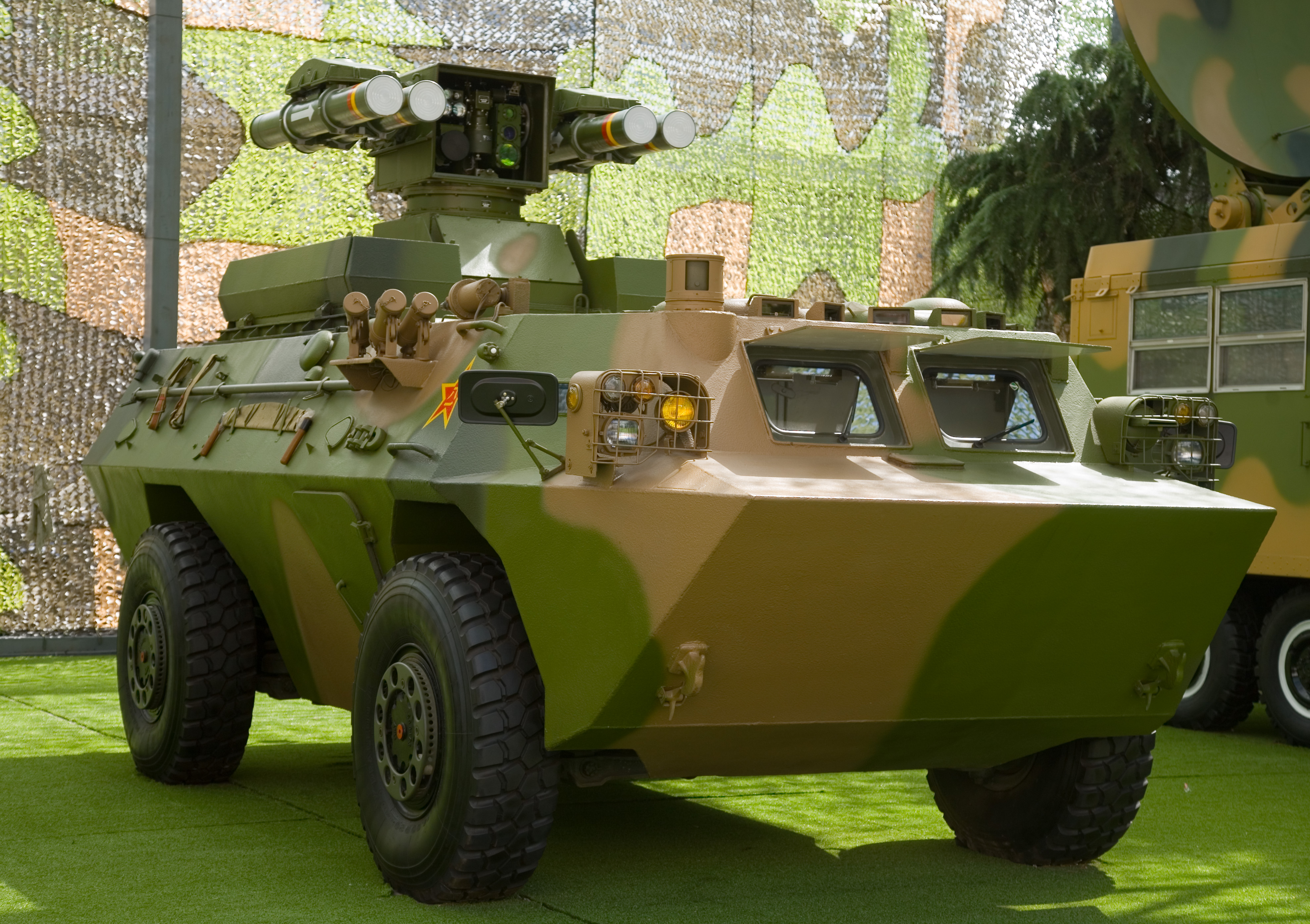
紅箭-9反坦克飛彈車

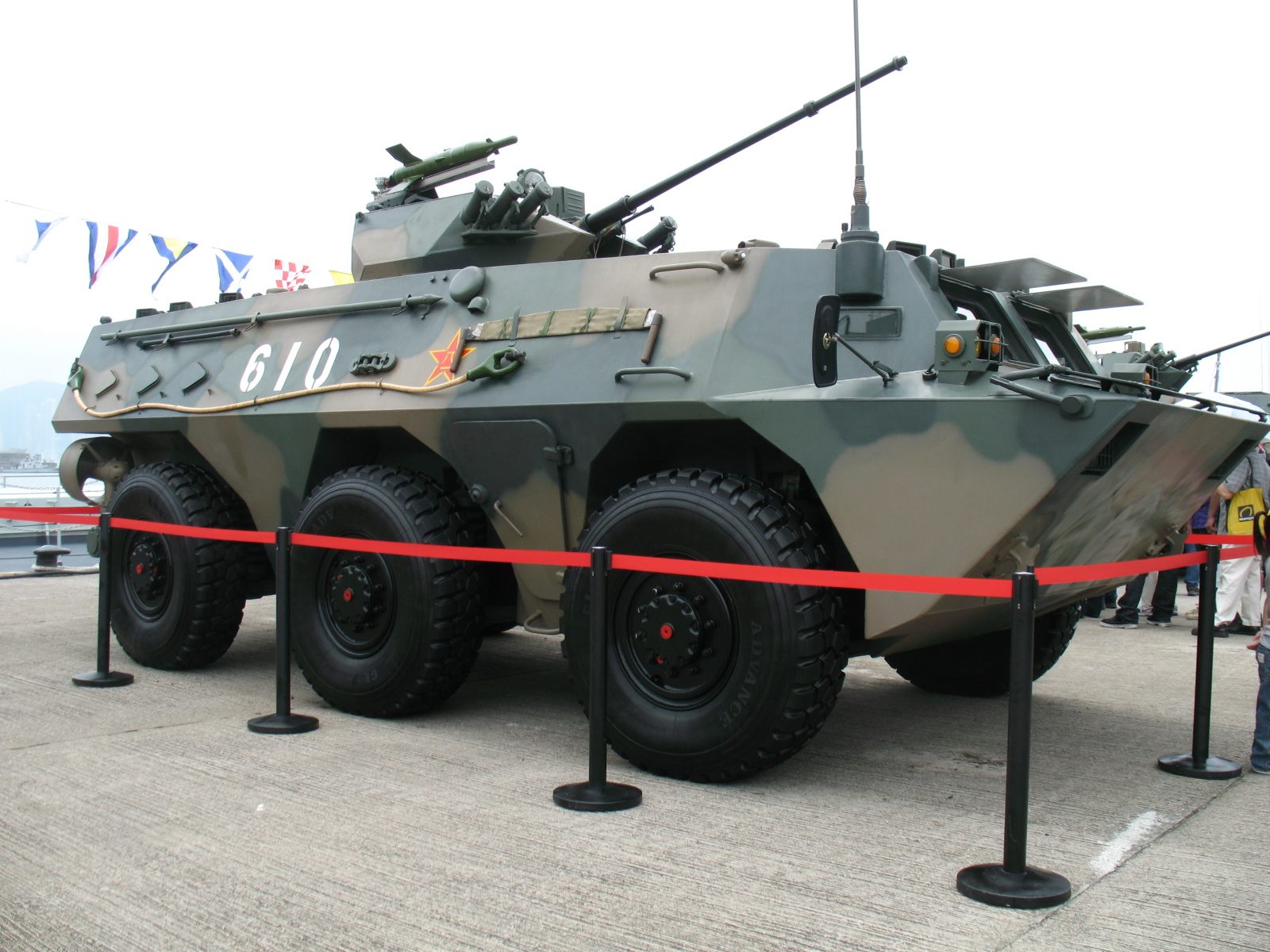
ZSL-92B装有30mm机炮、红箭-73

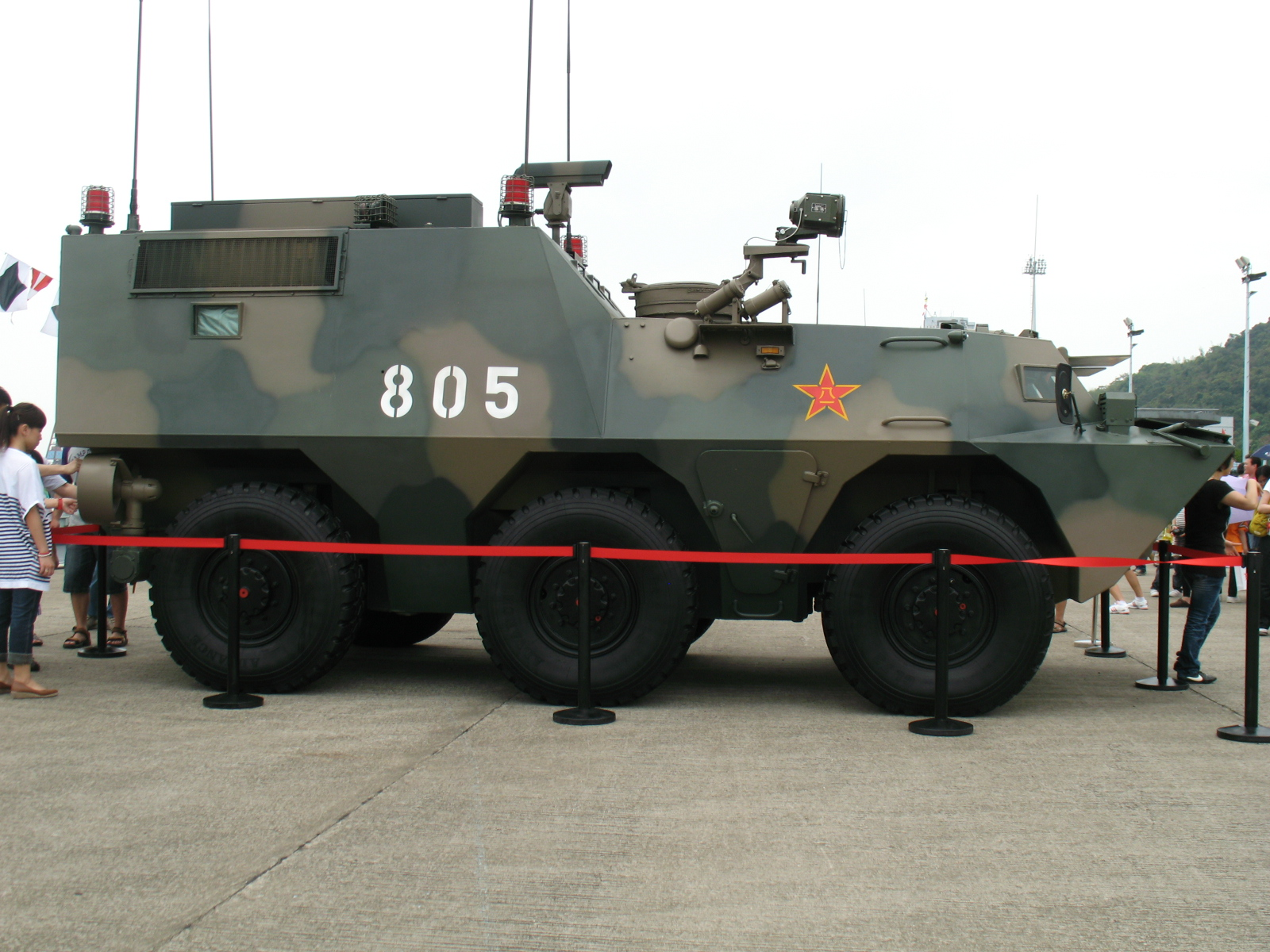
指揮車

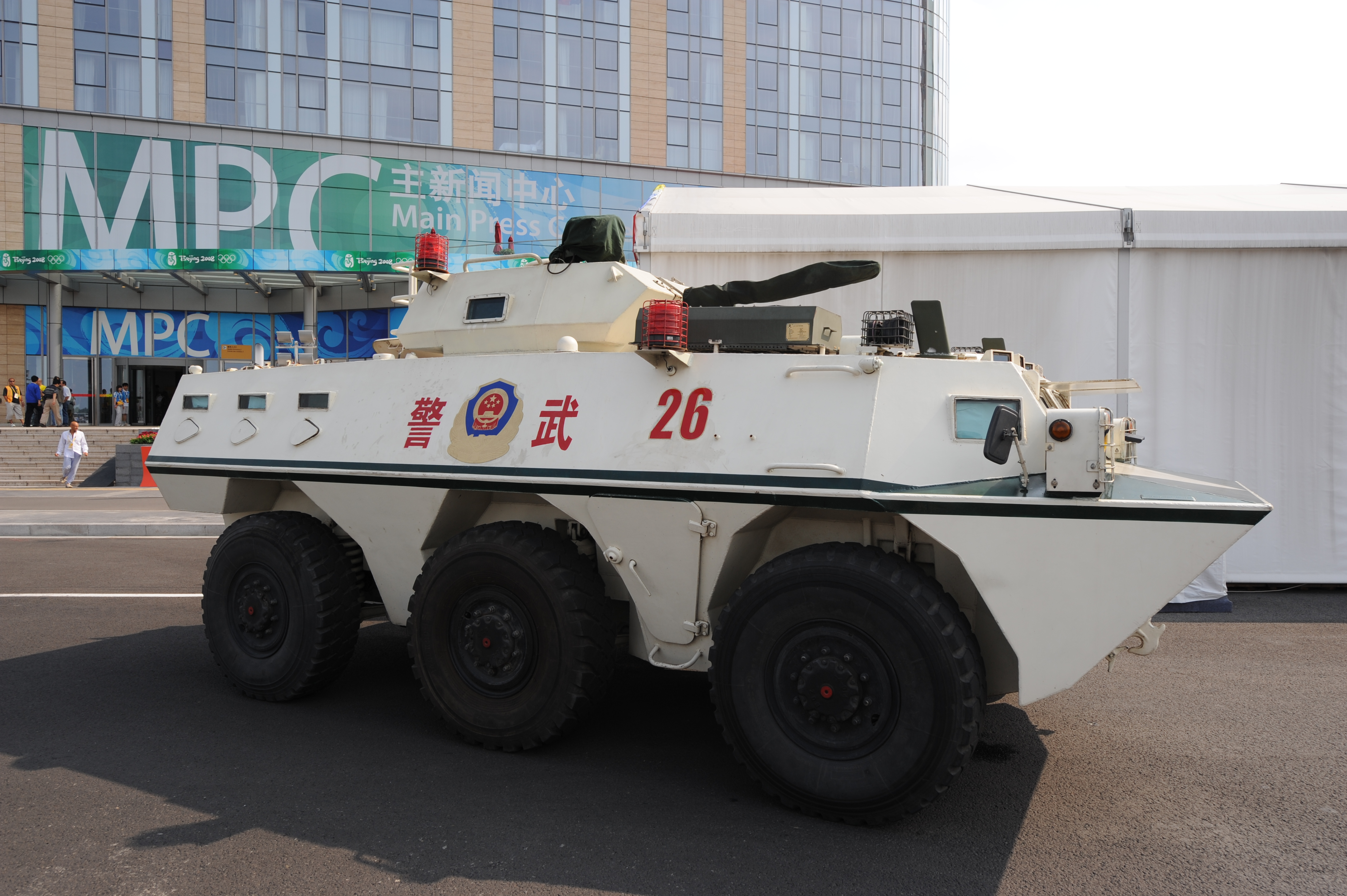
武警WJ-03警用防暴車

### 解放軍自用型号
中国人民解放军陸軍用量產型：
- ZSL-92 - WZ551基型车改进型，即WZ551A，采用与ZSD-89履带式装甲输送车通用的25毫米口径机炮与并列机枪顶置的单人炮塔。战斗全重15.8吨。
- ZSL-92A - 采用与ZSD-89履带式装甲输送车相同的带防护外罩的高平兩用88式车载高射机枪。战斗全重14.9吨。1996年设计定型。
- ZSL-92B - 采用装有30毫米口径机炮、并列機槍外加红箭-73反坦克导弹的全封闭式炮塔，屬火力較强的版本。
- “红箭-9”反坦克导弹發射車 - 在WZ551基础上发展为4×4驱动形式的WZ550，裝有4聯裝红箭-9反坦克导弹升降式发射装置。

本車另有装甲抢修車、裝甲通讯指挥车、装甲救護車...等多種各異改型，各地部隊各有不同。还有8×8驱动形式底盘的衍生型。
基于WZ551A底盤，外加较大口径火炮的砲塔，也可視作本車衍生的大幅改型：
- PLL-05自行迫榴炮 - 以WZ551A为底盘，安装120毫米口径线膛炮。
- PTL-02轮式突击炮 - 以WZ551A为底盘，安装由86式滑膛反坦克炮为基础改进而来的100毫米口径滑膛炮。

### 武警、公安特警警用型号
由WZ551A底盘研制的警用型防暴車：
- WJ-94 - 源自WZ551 由六轮改为四轮，4×4驱动型式。
- WJ-03 - 改进型WJ-03B在2009年中华人民共和国国庆60周年阅兵式上首次公开亮相。[3]
- GA-06 - WJ-94 基础上改进而成，4×4驱动型式。北方车辆研究所研制，用于维和部队。

### 外貿型号
以WZ551A底盘改进出外贸出口型：
- VN2 - 采用水冷增压柴油机，单人炮塔主要配置机炮以及“红箭”73反坦克导弹。
- CS/VN4 - 由中国保利公司推出，装有4枚反坦克导弹发射装置。
- WMZ系列装甲车 - 以WZ551A底盘为基础开发而来，WMZ551B装甲输送车、WMZ551QJ装甲抢救车、WMZ551JH装甲救护车。
- WMA301型105毫米轮式突击炮 - 出口缅甸。
- “倚天”防空导弹發射車 - 裝有8聯裝“倚天”近程防空导弹武器系统的版本。

## 使用國（地区）
- 阿尔及利亚：装备陆军，数量不详

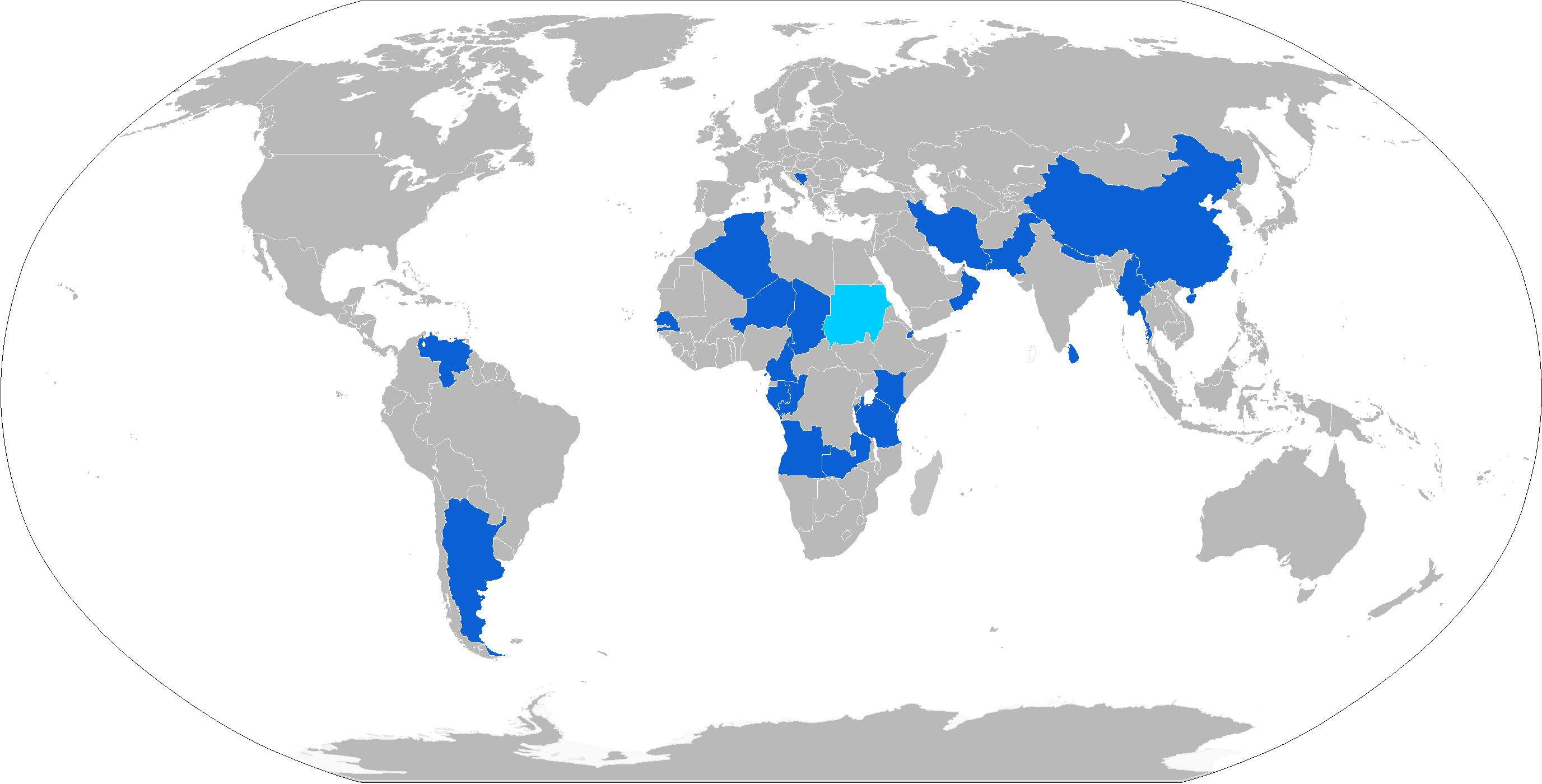
使用國

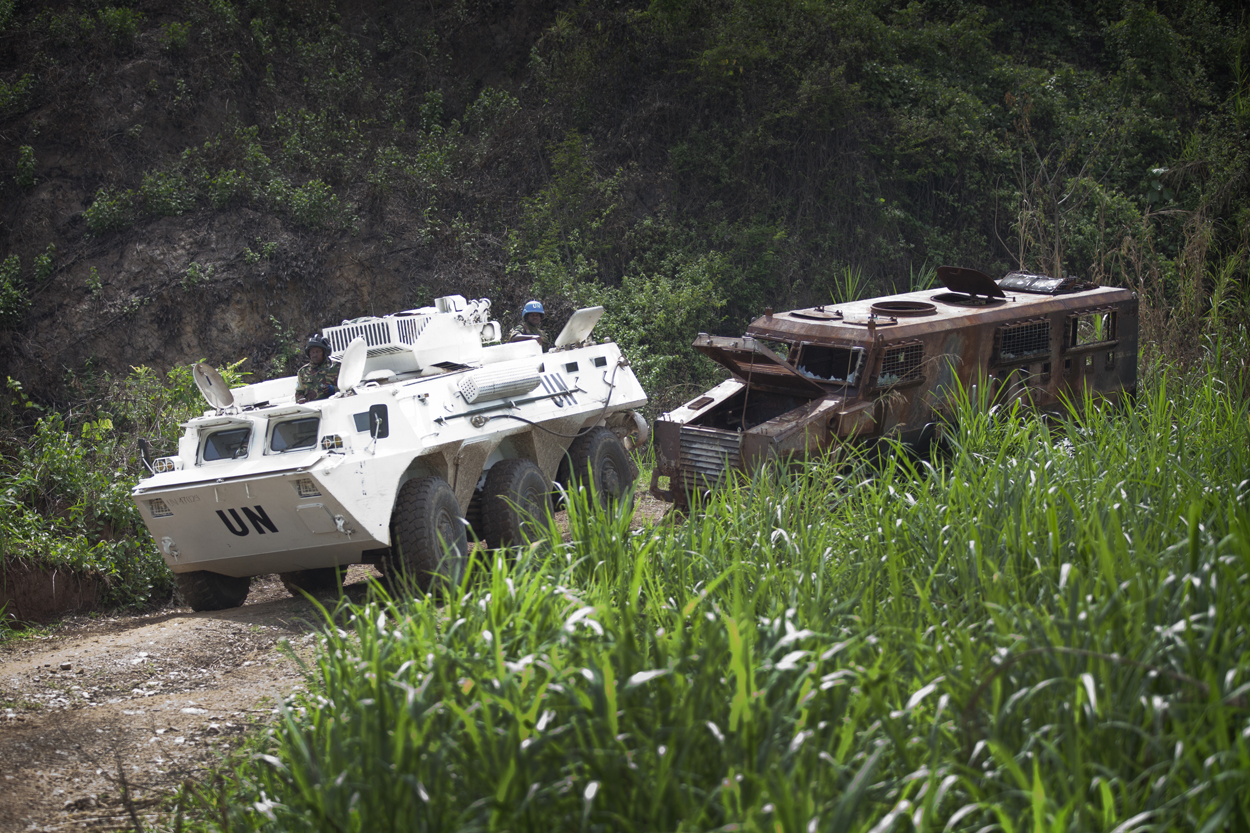
UN維和部隊採用

- 安哥拉：10辆WMA-301战斗型，5辆WZ-551运输型，2016年交付
- 阿根廷：35輛[4] WZ551B1 （单价65万美元）
- ：波斯尼亚陆军5輛
- 緬甸：缅甸陆军76辆
- ：布隆迪陆军15輛�WZ-551运输型
- 喀麦隆：12辆WMA-301战斗型
- ：10輛（每輛售予50萬美金）
- 刚果共和国：装备陆军，数量不详
- ：10辆WMA-301战斗型
- 衣索比亞：装甲抢修车、指挥车和装甲救护车
- 加彭：装备陆军，数量不详
- 伊朗：装备陆军150辆
- ：35輛
- ：20辆
- 几内亚：数量不详
- ：肯尼亚陆军35辆
- ：加纳陆军20辆
- 卢旺达：20辆
- 巴基斯坦：巴基斯坦陆军40輛以上
- 中华人民共和国：2000輛以上
  -  香港：1輛在香港警務處爆炸品處理課，香港海關在1997年8月截獲从泰国运回的非法轉運武器[5]，此車被法庭批准充公並交由警方使用。
- 阿曼：阿曼陆军50輛
- 斯里蘭卡：斯里兰卡陆军200輛（80輛WMA-301戰鬥型，120輛WZ-551运输型）
- 苏丹：500輛授權組裝
- 坦桑尼亚：数量不详
- 委內瑞拉：数量不详
- 尚比亞：5辆WZ-551B运输型